# Altstadt (Pirna)
Die Altstadt ist der historische Stadtkern von Pirna, der Kreisstadt des Landkreises Sächsische Schweiz-Osterzgebirge.

## Lage und Abgrenzung
Die Pirnaer Altstadt liegt am linken, südlichen Ufer der Elbe – direkt unterhalb der Stelle, an der der aus Böhmen kommende Strom sein enges Tal in der Sächsischen Schweiz verlässt und in den breiten Elbtalkessel eintritt. Sie erstreckt sich zwischen der Bahnstrecke Děčín–Dresden-Neustadt im Norden, der Dr.-Wilhelm-Külz-Straße im Süden, der Grohmannstraße im Westen und dem Berghang am Fuße des Schlosses Sonnenstein, das die Pirnaer Altstadt überragt, im Osten. Ihre Ausdehnung beträgt knapp 500 Meter in Ost-West-Richtung und etwa 300 Meter von Nord nach Süd.

## Innere Struktur
In ihrem Zentrum liegt der Markt. Ein größtenteils nahezu rechtwinkliges System aus Gassen und kleinen Straßen erschließt die Pirnaer Altstadt; Teile davon sind als Fußgängerzone ausgewiesen. Im Bereich unmittelbar um die Marienkirche, die evangelisch-lutherische Hauptkirche der Stadt, ist das Straßensystem unregelmäßig.
In früherer Zeit umgab eine Stadtmauer die Pirnaer Altstadt. Sie hatte fünf Ausgänge: Die Pforte im Norden, das Elb- bzw. Brüdertor im Nordwesten, das Dohnaische Tor im Südwesten, das Ober- bzw. Steinische Tor im Südosten und das Schifftor im Nordosten. Den drei letztgenannten Toren vorgelagert waren drei historische Vorstädte: die Schifftorvorstadt, die Obertorvorstadt und die Dohnaische Vorstadt. Jünger ist dagegen die gründerzeitliche Westvorstadt. Nördlich benachbart ist Copitz am gegenüberliegenden Elbufer.

## Sehenswürdigkeiten und Einrichtungen
Zu den bekannten Sehenswürdigkeiten in der Altstadt zählen unter anderem die Marienkirche, das Gebäudeensemble um den Marktplatz mit dem Rathaus, dem Peter-Ulrich-Haus und dem Canaletto-Haus, der Erlpeterbrunnen und das Teufelserkerhaus.
Wichtigste zentrale städtische Einrichtung in der Altstadt ist das Pirnaer Rathaus in der Mitte des Marktes. Daneben haben in der Altstadt unter anderem die Stadtbibliothek Pirna und das Stadtmuseum ihren Sitz. Im heutigen Stadthaus am Markt 10 befand sich bis ins 17. Jahrhundert die Eisenkammer Pirna.

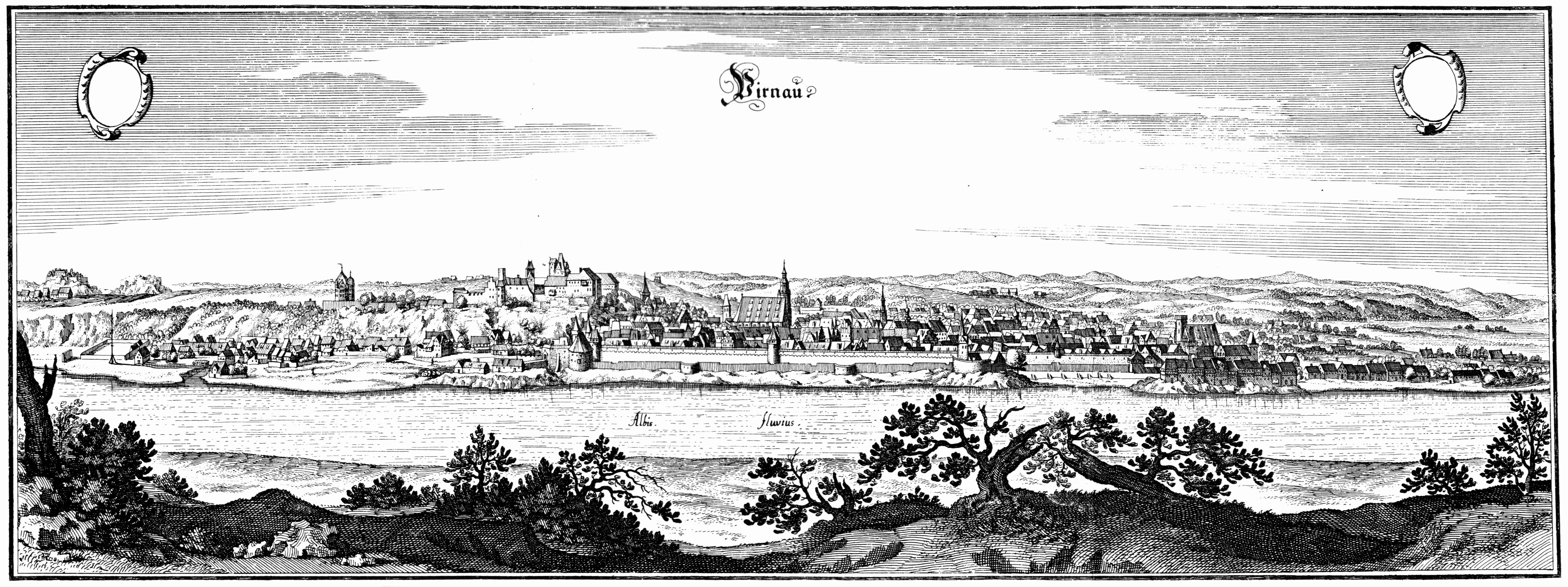
Pirna auf einem Stich von Matthäus Merian um 1650
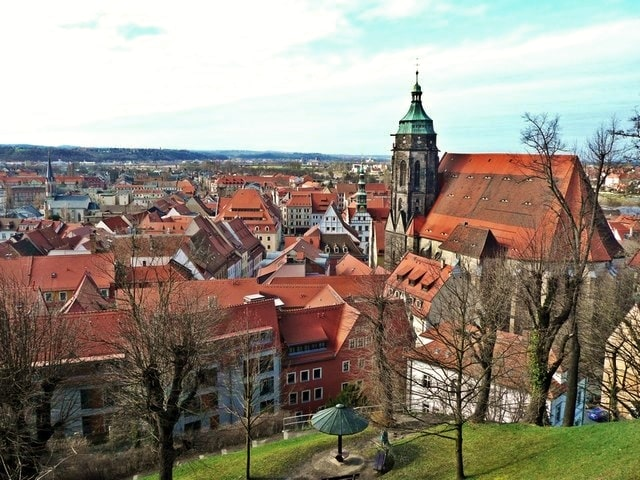
Blick vom Schlossberghang über die Pirnaer Altstadt
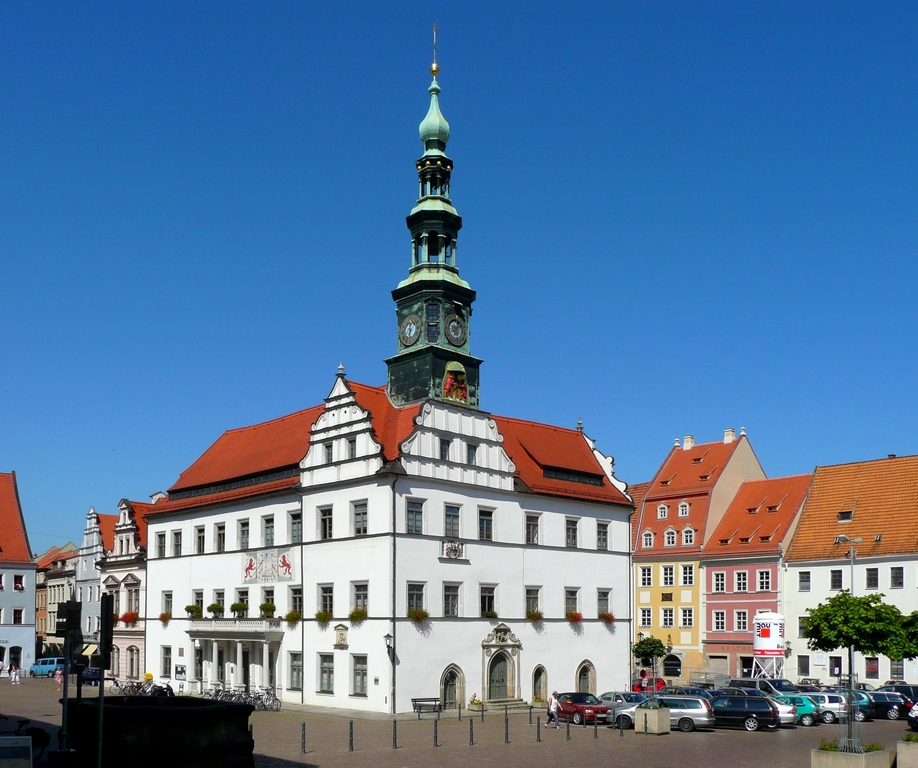
Rathaus
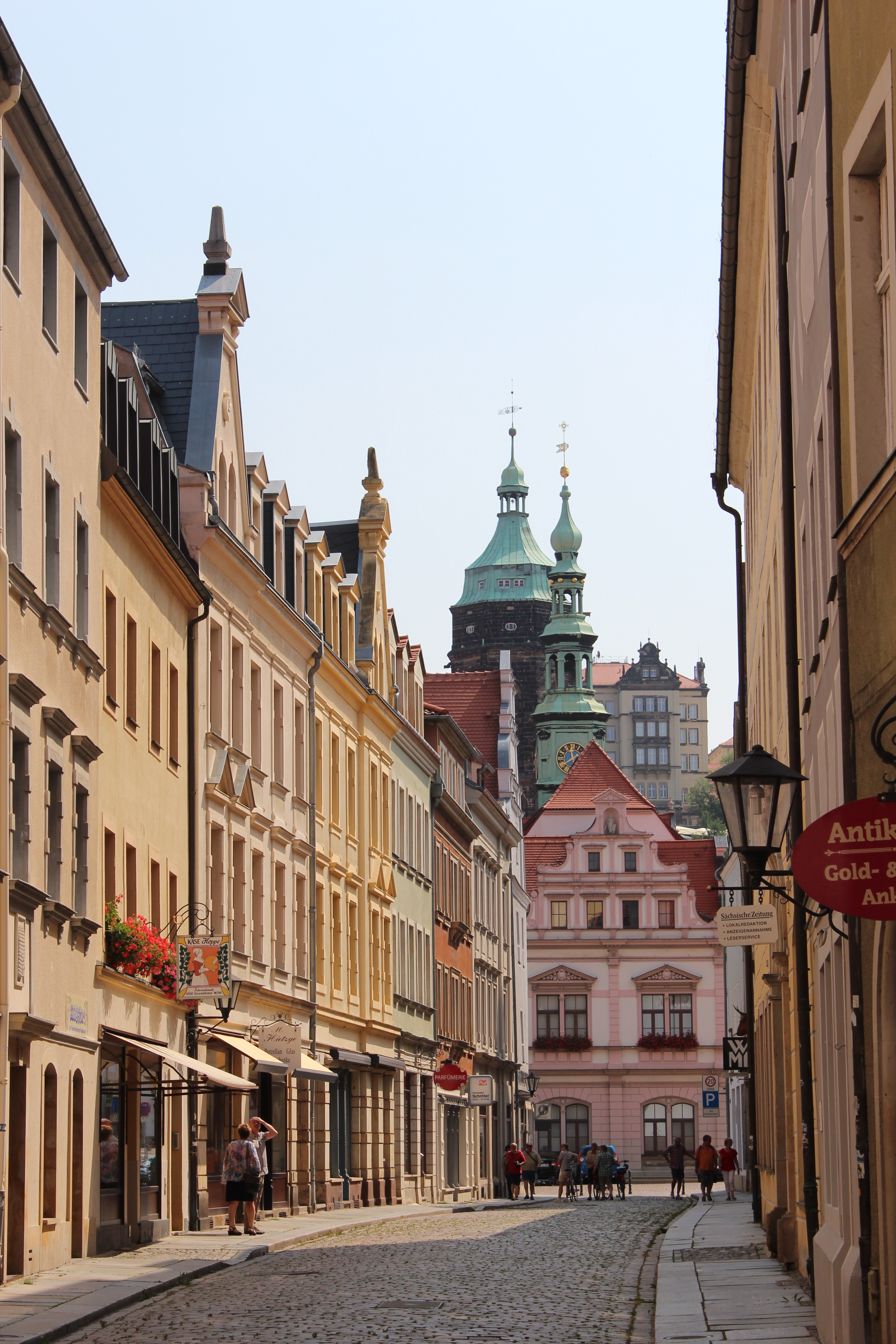
Blick in die Schössergasse